# Wintershall Dea
Die Wintershall Dea AG (Winters’hall ausgesprochen) ist ein deutscher Gas- und Ölproduzent. Das Unternehmen wurde im Mai 2019 durch die Fusion der Wintershall und der DEA Deutsche Erdoel ins Leben gerufen.
Wintershall Dea ist in 13 Ländern in Europa, Südamerika, im Mittleren Osten, in Nordafrika und in Russland im Bereich Exploration und Produktion von Erdgas und Erdöl tätig. Die Hauptgeschäftssitze des Unternehmens befinden sich in Kassel und Hamburg, und das Unternehmen hat weltweit 2.800 Beschäftigte. Der Großteil des Unternehmens wurde 2024 an die britische Harbour Energy verkauft, zu den verbliebenen Aktiva gehören u. a. die Beteiligungen in Russland.

## Geschichte
Wintershall wurde 1894 und DEA fünf Jahre später als Deutsche Tiefbohr-Actiengesellschaft gegründet. Auch wenn sie auf dem deutschen Erdölmarkt ursprünglich Wettbewerber waren, begannen die beiden Unternehmen seit den 1950er-Jahren verstärkt zusammenzuarbeiten. Nach dem 1949/1950 eingeführten Wertpapierbereinigungsgesetz erwarben Wintershall und DEA im Jahr 1952 die Mehrheit an der Deutsche Gasolin AG, die später im Zusammenhang mit dem Bau der Erdölraffinerie Emsland mit ihrer Schwestergesellschaft Aral fusionierte. Eine weitere Folge ihrer Zusammenarbeit war die gemeinsame Gründung von Deutschlands einziger Offshore-Bohrinsel Mittelplate im Wattenmeer, die 1987 mit der Förderung begann.
Die Wintershall Dea entstand am 1. Mai 2019 durch die Fusion von Wintershall, zuletzt eine Tochter der BASF, und der DEA Deutsche Erdoel AG, die zuletzt von LetterOne gehalten wurde, einer Holdinggesellschaft der russischen Oligarchen Michail Fridman und Pjotr Awen. Am 27. September 2018 wurde der verbindliche Vertrag der jeweiligen Muttergesellschaften BASF und LetterOne über die Fusion von DEA und Wintershall veröffentlicht. BASF erhielt 67 % und LetterOne 33 % der Stammaktien von Wintershall Dea. In Berücksichtigung des Werts des Midstream-Geschäfts von Wintershall Dea erhielt BASF außerdem Vorzugsaktien, wonach sich der Gesamtanteil von BASF auf 72,7 % am gesamten Aktienkapital des Unternehmens beläuft. Die Vorzugsaktien waren bis spätestens Mai 2022 in Stammaktien umwandelbar.
Die Fusion erfolgte nach behördlicher Genehmigung im Mai 2019. Durch sie entstand das führende unabhängige Gas- und Erdölunternehmen Europas. Im Jahr 2019 produzierte das Unternehmen 617.000 Barrel Öläquivalent pro Tag (mit Ausnahme der Onshore-Produktion in Libyen) und hatte bestätigte und wahrscheinliche („2P“) Reserven von 3,8 Milliarden BOE.
Im Dezember 2023 wurde eine Vereinbarung zur Übernahme von Wintershall Dea durch das britische Gas- und Ölförderunternehmen Harbour Energy für 11,2 Milliarden Dollar unterzeichnet. Vorbehaltlich des Erhalts der behördlichen Genehmigungen wird der Abschluss der Transaktion im vierten Quartal 2024 angestrebt.[veraltet] Sowohl BASF als auch LetterOne erhalten im Zuge der Transaktion als Zahlung Anteile (39,6 % bzw. 14,9 %) an Harbour Energy. Die deutsche Konzernzentrale in Hamburg und Kassel soll nach Abschluss geschlossen werden.

## Unternehmensstruktur
Im Jahr 2021 wurde das Unternehmen von einer GmbH in eine Aktiengesellschaft umgewandelt.

### Vorstand und Aufsichtsrat
Mario Mehren ist Vorstandsvorsitzender und CEO von Wintershall Dea und verantwortet die Bereiche Human Resources, General Counsel, Corporate Communications, HSEQ, Strategy/M&A und Investor Relations. Weitere Mitglieder des Vorstands: Dawn Summer als COO und zuständig für die Region EMEA, Thilo Wieland zuständig für die Regionen Russland und Lateinamerika sowie verantwortlich für Transport,
Hugo Dijkgraaf als CTO und Paul Smith als CFO.
Der Aufsichtsrat des Unternehmens setzt sich zusammen aus Hans-Ulrich Engel (Vorsitzender), Dmitry Avdeev (Stellvertretender Vorsitzender), Michael Winkler (Zweiter Stellvertretender Vorsitzender, Arbeitnehmervertreter), Saori Dubourg, Dirk Elvermann, Michael Heinz, Timothy Summers, Matti Lievonen, Scott Nyquist, Birgit Böl (Arbeitnehmervertreter), Günther Prien (Arbeitnehmervertreter) und Heiko Rehder (Arbeitnehmervertreter).

### Geschäftszahlen
Wintershall Deas gesamter Umsatz und anderes Einkommen im Steuerjahr 2019 belief sich auf 5,9 Milliarden Euro. Das Ergebnis vor Zinsen, Steuern, Abschreibungen und Explorationskosten (EBITDA) belief sich auf 2,8 Milliarden Euro. Die 2P Reserven hatten eine Laufzeit von 17 Jahren und umfassten 3,8 Milliarden BOE. In Bezug auf diese Zahlen beliefen sich die Gasreserven auf 70 % und die Ölreserven auf 30 %. Die Produktion des Unternehmens betrug 617.000 BOE pro Tag (ohne 25 MBOE/Tag aus der Onshore-Produktion in Libyen).
Im Jahr 2018 betrug die Pro-Forma-Produktion von Kohlenwasserstoff von Wintershall und DEA zusammen 215 Millionen BOE, was 590.000 BOE pro Tag entspricht.

### Produktionsstandorte

#### Deutschland
In Deutschland betreibt WD fünfzehn Öl- und 40 Gasfelder (2020).
Der Großteil der Ölproduktionsstandorte liegt hier nahe Emlichheim im Landkreis Grafschaft Bentheim und in der Samtgemeinde Barnstorf, wo seit über 70 Jahren Öl gewonnen wird. Anfang 2020 wurde der Verkauf der Produktionsstandorte in Süddeutschland bekanntgegeben.
Die Gasgewinnung konzentriert sich auf die Felder in Weyhe, Hemsbünde, Bötersen, Völkersen und Staffhorst in Niedersachsen.
Das Unternehmen betreibt außerdem Deutschlands einzige Offshore-Bohr- und Förderplattform im Ölfeld Mittelplate im Wattenmeer. Auf dem größten deutschen Ölfeld wurden bis heute 35 Mio. Tonnen Erdöl gefördert.
Gascade ist eine Tochtergesellschaft der beiden Firmen Wintershall Dea und Securing Energy for Europe in Deutschland und betreibt Gasleitungen.

#### Norwegen
In Norwegen ist WD seit über 45 Jahren tätig. Die Tochtergesellschaft Wintershall Dea Norge hat ihren Geschäftssitz in Stavanger. Das Unternehmen verfügt über etwa 100 Konzessionen für Felder auf dem norwegischen Kontinentalschelf: Diese Region umfasst die Nordsee, die Norwegische See und die Barentssee. Die Hauptproduktionsstandorte (2020) sind Aasta Hansteen, Gjøa, Skarv und Vega, außerdem betreibt das Unternehmen die Projekte Dvalin, Njord und Nova.

#### Russland
Kurz nach dem Zerfall der Sowjetunion begann Wintershall Dea 1992 die Produktion in Russland in Kooperation mit russischen Unternehmen; es ist beteiligt an vier Onshore-Projekten für die Produktion von Erdöl, Gas und Kondensat an Standorten in Westsibirien und Südrussland:
Zunächst verfügt das Unternehmen im Rahmen des Gemeinschaftsprojekts Achimgaz mit der Gazprom-Tochter OOO Gazprom Dobytscha Urengoi über eine Beteiligung am Erdgas- und Kondensatfeld Urengoi in Westsibirien. Das Achimgaz-Projekt wurde 2003 gegründet, die Bohrungen begannen 2008, die kommerzielle Produktion startete 2011. Aus der technisch anspruchsvollen Achimov-Formation wurden bis Herbst 2019 insgesamt 35 Mrd. Kubikmeter Gas und 15 Mio. Kubikmeter Kondensat gefördert. Die Exploration der Achimov-Formation soll durch das weitere Joint Venture Achim Development, das sich 2020 in der Bauphase für neue Bohrlöcher befand, weiter vorangetrieben werden. An diesem Projekt hält Wintershall Dea einen Anteil von 25,01 %.
Das dritte Gemeinschaftsprojekt ist die Kooperation mit Severneftegazprom zur Gewinnung von Gas aus dem Erdgasfeld Jushno-Russkoje, das über Gasreserven von über 600 Mrd. Kubikmeter verfügt. Das Unternehmen hält einen wirtschaftlichen Anteil von 35 % an dem Feld, in dem die Produktion im Jahr 2009 begann. Der Betrieb des Felds wird von Gazprom geleitet. Pro Jahr werden 25 Mrd. Kubikmeter Gas gewonnen.
Das älteste Joint Venture von Wintershall Dea ist Wolgodeminoil, an dem das Unternehmen und die Lukoil-Tochter Ritek jeweils 50 % halten. Wolgodeminoil wurde 1992 erschlossen und produziert Gas und Erdöl aus elf Feldern in drei Lizenzgebieten.
Wintershall Dea ist verpflichtet, seine Förderung an den russischen Gasmonopolisten Gazprom zu verkaufen.
Infolge des Anstiegs des Erdgaspreise nach dem russischen Überfall auf die Ukraine erzielte Wintershall Dea im Jahr 2022 in Russland hohe Gewinne, kann diese jedoch nicht an den Firmensitz transferieren.
Im Januar 2023 erklärte Wintershall Dea den Ausstieg aus dem Russlandgeschäft: „Wir müssen der Realität ins Auge blicken: Russland ist unberechenbar geworden – in jeder Hinsicht. Russlands Krieg und seine Folgen entziehen den Wirtschaftsbeziehungen die Basis: Russland ist kein verlässlicher Wirtschaftspartner mehr. [...] Wir sehen auf absehbare Zeit keine Perspektive mehr in Russland und im russischen Markt. Wir ziehen daher die einzig richtige Schlussfolgerung: Nach mehr als 30 Jahren als zuverlässiger Arbeitgeber und Investor in dem Land beenden wir unsere Aktivitäten in Russland.“

#### Südliche Nordsee (Niederlande, Dänemark, Vereinigtes Königreich)
In der südlichen Nordsee kooperiert WD mit dem russischen Konzern Gazprom: Das 50/50-Joint-Venture Wintershall Nordzee der beiden Partner ist auf die Gewinnung von Erdgas ausgerichtet und betreibt über 20 vor allem unbemannte Offshore-Bohr- und Förderinseln.
Nach dem Ölfund auf dem Feld Rembrandt 120 Kilometer von Den Helder entfernt rückte die Produktion von Erdöl Mitte 2020 erneut in den Fokus der Aktivitäten.
Wintershall Nordzee ist außerdem seit 2006 in Dänemark präsent. Der dortige Fokus liegt mit dem eigenoperierten Feld Ravn in Besitz von Wintershall Noordzee (63,6 %) und Nordsøfonden (36,4 %) auf der Gewinnung von Erdöl. Die Produktion aus diesem Feld ist die erste Phase einer potenziell umfassenderen Entwicklung von Greater Ravn. Neben den Lizenzen von Wintershall Noordzee in Dänemark produziert WD aus drei kleineren Ölfeldern (Cecilie, Nini und Nini East) im Dänischen Zentralgraben.
2020 begann die Gasproduktion aus dem Erdgasfeld Sillimanite, das sich über das Vereinigte Königreich und die niederländischen Kontinentalschelfe erstreckt.

#### Südamerika

##### Argentinien
Seit mehr als 40 Jahren ist WD in Argentinien aktiv: An rund 20 Onshore- und Offshore-Feldern beteiligt und Betriebsführer von drei dieser Felder. Vor der Küste Feuerlands produziert WD Gas und Öl aus zehn Feldern, darunter aus den Feldern Carina, Aries und Vega Pléyade. In der Provinz Neuquén betreibt das Unternehmen Schieferöl- und Schiefergas-Pilotprojekte, außerdem ist es Betriebsführer in den Blöcken Aguada Federal und Bandurria Norte in der Vaca Muerta-Formation.
2017 stieß man bei einer Explorationsbohrung im Block CN-V in Mendoza auf Öl. 

##### Brasilien
Seit 2018 ist WD in der Wachstumsregion Brasilien aktiv: Es erwarb bei zwei staatlichen Vergaberunden insgesamt neun Explorationslizenzen. Bei vier dieser Lizenzen ist das Unternehmen Betriebsführer. Seit Dezember 2018 führt es seismische Untersuchungen durch und bereitet die Exploration der Campos- und Santos-Becken vor.

##### Mexiko
Seit 2017 ist WD in Mexiko aktiv und begann im darauffolgenden Jahr die Produktion aus dem Onshore-Feld Ogarrio. Das Unternehmen ist mit 50 % an dem Feld beteiligt und hält weitere Anteile an zahlreichen Offshore-Standorten im Golf von Mexiko. Durch die Übernahme von Sierra Oil & Gas sicherte sich das Unternehmen außerdem einen Anteil von 40 % an dem Anfang 2020 entdeckten Feld Zama.

#### Mittlerer Osten und Nordafrika

##### Ägypten
Seit vor 1980 ist Wintershall Dea in Ägypten präsent und produziert dort Gas und Öl: Im Golf von Suez fördert das Unternehmen seit der Inbetriebnahme der Produktionsanlagen seit ca. 1990 Öl.
WD verfügt außerdem über Konzessionen über sieben Onshore-Gasfelder im Nildelta und ist an der Produktion aus fünf Feldern des Offshore-Projekts West Nile Delta (WND) im Mittelmeer beteiligt. Zwischen 2018 und 2020 investierte Wintershall Dea über 500 Mio. US-Dollar für die Steigerung der Öl- und Gasproduktion in Ägypten.

##### Algerien
Das Unternehmen produziert auch Gas in Algerien: Die Produktion im Reggane-Becken in der Sahara aus den Gasfeldern des Projekts Reggane Nord begann 2017.

##### Libyen
Seit 1958 ist WD in Libyen aktiv: Die potentielle Produktionskapazität beträgt 80.000 Barrel Öl pro Tag. Aufgrund der unsicheren Lage im Land nach dem Zusammenbruch des staatlichen Systems wurde die Fördermenge seit 2011 verringert. Das Tochterunternehmen Wintershall AG operiert in Libyen und betreibt derzeit acht Ölfelder im Sirte-Becken, 1.000 Kilometer südöstlich von Tripolis. Gazprom ist zu 49 % an diesen Aktivitäten beteiligt. Die Wintershall AG ist außerdem an der Offshore-Bohrinsel Al-Jurf beteiligt. Im Januar 2020 kündigte das Unternehmen die Gründung des Gemeinschaftsprojekts Sarir Oil Operations mit der libyschen National Oil Company (NOC) an. Das neue Unternehmen, an dem die NOC einen Anteil von 51 % und Wintershall 49 % halten werden, sollte ab Mitte 2020 die Betriebsführung zweier großer Ölfelder im Osten Libyens übernehmen.

##### Vereinigte Arabische Emirate (VAE)
Seit 2010 ist WD in den VAE aktiv: Dort produziert das Unternehmen ausschließlich Erdgas. Da in den unerschlossenen Gasfeldern der VAE vor allem Sauergas lagert, muss das Unternehmen unter Einhaltung hoher technischer Standards und Umweltschutzmaßnahmen operieren.
Seit 2018 ist WD mit 10 % Anteil am entsprechenden Konsortium auf dem Offshore-Gas- und Kondensat-Feld Ghasha-Konzession im Persischen Golf westlich von Abu Dhabi vor der Küste der VAE (auch Hail & Ghasha sour gas fields) mit einer Beteiligung am entsprechenden Konsortium von 10 % aktiv, dem weltweit größten Offshore-Projekt zur Sauergas-Förderung; es wird gemeinsam mit der nationalen Produktionsgesellschaft Abu Dhabi National Oil Company (ADNOC) entwickelt. Hier sollen nach der geplanten Fertigstellung im Jahr 2025 40 Mio. Kubikmeter Gas sowie 120.000 Barrel Rohöl und Gas-Kondensat (Aggregatzustand zwischen gasförmig und flüssig) pro Tag gefördert werden. WD bezeichnet das Projekt als „strategisch entscheidend und technisch äußerst komplex“ sowie „wesentliches Element und Grundstein seiner Wachstumsstrategie in den Arabischen Emiraten“.